# 81 př. n. l.

## Hlavy států
- Římská říše – Sulla (82–79 př. n. l.)
- Pontus – Mithridatés VI. Pontský (doba vlády asi 120–63 př. n. l.)[1]
- Parthská říše – Gótarzés I. (91/90–81/80 př. n. l.) » Oródés I.? (81/80–78/77 př. n. l.)
- Egypt – Ptolemaios IX. Sótér II. (116–110, 109–107, 88–81 př. n. l.) » Bereníké III. (81–80 př. n. l.)
- Čína – Čao-ti (dynastie Západní Chan)
- starověká Arménie – Tigranés Veliký (doba vlády 95–55. př. n. l.)[2]